# Ali Asghar Maassoumi
Ali Asghar Maassoumi (persisch علی‌اصغر معصومی ʿAlī Aṣġar Maʿsūmī; * 1948 in Rāmsar) ist ein iranischer Biologe. Er gilt als einer der bedeutendsten Botaniker des Nahen Ostens.

## Leben

### Herkunft und Ausbildung
Maassoumi wuchs in Rāmsar auf, einer Stadt am Südufer des Kaspischen Meeres. Nach der zehnten Klasse zog er auf Ermunterung seines Vaters in die 150 Kilometer Luftlinie entfernte Hauptstadt Teheran, wo er seine schulische Ausbildung abschloss.
Er bestand den landesweiten Eignungstest und wurde zum Biologiestudium an der naturwissenschaftlichen Fakultät der Universität Teheran zugelassen. Nachdem er 1973 den Bachelor of Science abgelegt hatte, meldete sich Maassoumi umgehend zum Wehrdienst und wurde in einem Armeekrankenhaus stationiert. Anschließend setzte er sein Studium in Frankreich fort und spezialisierte sich im Fachgebiet Botanik. An der Université Strasbourg I (Université Louis Pasteur) in Straßburg schloss er 1978 mit einem Master of Science ab, ehe er dort nach dem Rigorosum am 12. Januar 1980 auch promoviert wurde. In seiner Dissertation mit dem Titel Crucifères de la flore d’Iran, étude caryo-systématique (von altgriechisch κάρυον karyon = ‚Nuss‘, ‚Kern‘) befasste er sich mit der Kreuzblütlergattung der Levkojen (Matthiola).

### Berufliche Karriere

Herbarbeleg des Holotypus der 2016 unter anderem von Maassoumi erstbeschriebenen Tragant-Art Astragalus remotispicatus

Aufgrund seiner hervorragenden Leistungen in Botanik wurde es Maassoumi erlaubt, bereits während des Bachelorstudiums Kurse für jüngere Studenten zu geben. Auch während des Militärdienstes nahm er die Möglichkeit wahr, an der Bu-Ali-Sina-Universität sowie dem Hamedan Agricultural Research Center (HARC) (beide in Hamadan) als Dozent zu arbeiten. Im Jahr 1974 konnte er sich gegen 60 Mitbewerber durchsetzen und begann, im Nationalen Botanischen Garten in Teheran zu arbeiten. Dort war er unter der Ägide der norwegischen und schwedischen Professoren Per Wendelbo (1927–1981) und Hans Runemark (1927–2014) tätig.
Nach seiner Promotion fand Maassoumi dann eine Anstellung am Forschungsinstitut für Wälder und Weideland (en.: Research Institute of Forests and Rangelands, RIFR; per.: مؤسسه تحقیقات جنگلها و مراتع كشور) in Teheran, das auch den angeschlossenen Nationalen Botanischen Garten verwaltet. Er verbrachte seine gesamte restliche berufliche Karriere an diesem Institut und amtierte zwischen 1988 und 1992 als dessen Direktor. Anschließend konzentrierte er sich wieder auf die praktische Forschung und leitete zwischen 1995 und 2010 noch für zwei Amtszeiten die RIFR-Abteilung für Pflanzentaxonomie. Zwar ging er 2016 in den Ruhestand, ist dem Institut aber nach wie vor eng verbunden.

### Wissenschaftliche Leistungen
Er ist führender Experte für die Taxonomie und Phytogeographie der Gattung Tragant (Astragalus) im Iran, hat aber auch an zahlreichen anderen Gattungen wie beispielsweise Spitzkielen (Oxytropis), Calligonum, Weiden (Salix) und Ampfern (Rumex) gearbeitet. Zudem zeigt er großes Interesse an Lichenologie. Maassoumi verfasste mehr als 150 Fachartikel, publizierte drei Bücherserien über Astragalus im Iran, betreibt eine ausschließlich dieser Gattung gewidmete Website und beschrieb mehr als 130 neue Arten. Ab 1985 stand er im regelmäßigen Austausch mit Dietrich Podlech von der Botanischen Staatssammlung und der Ludwig-Maximilians-Universität in München, der in der gleichen Region aktiv war. Daraus ergab sich eine fruchtbare Zusammenarbeit. Darüber hinaus kooperierte Maassoumi im Laufe seines Berufslebens mit Botanikerkollegen unter anderem vom Field Museum of Natural History (Chicago), vom Botanischen Garten und Botanischen Museum Berlin, von der Arizona State University (Tempe), vom Naturhistorischen Museum Wien, vom Leibniz-Institut für Pflanzengenetik und Kulturpflanzenforschung (Gatersleben) sowie vom Deutschen Zentrum für integrative Biodiversitätsforschung (Leipzig).
Ali Asghar Maassoumi gehörte dem Nationalen Höheren Rat für Landwirtschaft und Rohstoffe an. Momentan (Stand: September 2022) ist er Mitglied sowohl der Iranischen Gesellschaft für Biologie als auch der Herausgebergremien (en.: Editorial Boards) der wissenschaftlichen Fachzeitschriften Journal of Iran Nature und Iranian Journal of Botany.

## Publikationen (Auswahl)
- Ali Asghar Maassoumi: The genus Astragalus in Iran. 5 Bände (1986–2005, auf Persisch).
- Ali Asghar Maassoumi: Illustrated guide of the genus Astragalus in Iran. 4 Bände (1989–1996, auf Persisch)
- Ali Asghar Maassoumi: Astragalus. 3 Bände innerhalb der Fachbuchreihe Flora of Iran (2003–2018, auf Persisch).

- Flora of Iran, № 43, 2003, ISBN 964-473-182-4.
- Flora of Iran, № 85, 2016, ISBN 978-964-473-367-3.
- Flora of Iran, № 145, 2018, ISBN 978-964-473-324-6.